# Bitwa pod Mbwilą
Bitwa pod Mbwilą – starcie zbrojne, które miało miejsce 29 października 1665 w trakcie wojny domowej w Królestwie Konga. Zakończyło się śmiercią miejscowego władcy mani Kongo António I i doprowadziło do upadku centralnej władzy w królestwie, w efekcie czego wzrosły wpływy portugalskie.

## Tło
Rozwój portugalskiej kolonii w Luandzie, koncentrowanie tam działań gospodarczych, w szczególności handlu niewolnikami, oraz spory o zwierzchnictwo nad strukturami kościelnymi doprowadziło do ochłodzenia stosunków między Królestwem Konga a Portugalczykami; ci ostatni byli wszakże wciąż zainteresowani dostępem do kongijskich zasobów, zwłaszcza kopalń i kości słoniowej. Równocześnie wzmagały się napięcia między Portugalią a Holandią, której Holenderska Kompania Zachodnioindyjska nie tylko rozwijała handel, przełamując portugalski monopol w Afryce Zachodniej, ale której siły atakowały portugalskie posiadłości. Król Konga Garcia II próbował wykorzystać te spory, wspierając działania Holendrów. Zakończyły się one jednak niepowodzeniem: Holendrzy, po siedmioletniej okupacji Luandy (1641–1648) zostali z niej wyparci, a Portugalczycy wzmocnili swoją pozycję.
Po odzyskaniu kolonii Portugalczycy przyjęli agresywniejszą politykę wobec Konga pod przywództwem energicznych gubernatorów. W 1665 gubernator André Vidal de Negreiros (1661–1667), działając w interesie handlarzy niewolników i lekceważąc instrukcje z Lizbony, wysłał zbrojną ekspedycję, jako powód podając niedotrzymanie umów przez króla Konga, Antonio I.

## Bitwa
Siły kongijskie składały się głównie z lekkiej piechoty, bez uzbrojenia ochronnego, walczącej głównie lekkimi oszczepami; ważną grupą w oddziałach lekkich byli łucznicy. Rdzeniem armii był korpus ciężkiej piechoty wyposażonej w duże tarcze – stanowiła ona mniejszość, ale służyła jako decydująca siła uderzeniowa. Tarcze kongijskie nie chroniły przed pociskami z muszkietu, ale pozostawały w użyciu, jako skuteczna osłona przeciw strzałom.
Rdzeniem sił kolonii były nieliczne oddziały portugalskie, uzbrojone w muszkiety, miecze, zbroje i walczące w zwartym szyku. Czworobok portugalskiej piechoty, otaczający tabor, służył jako ruchoma forteca, wokół której manewrowała sojusznicza lekka piechota afrykańska. Portugalczycy dużą wagę przywiązywali do artylerii, zarówno w działaniach oblężniczych, jak i na polu bitew, do rażenia wrogiej piechoty kartaczami.
Król Konga, Antonio I, wyruszył do pogranicznego terenu Dembos (dziś w angolskiej prowincji Bengo), by wesprzeć lokalnego władcę Mbwili, przeciwko jego ciotce, Doñi Isabeli. Jego armia miała rzekomo liczyć 100 tysięcy żołnierzy, co jest grubą przesadą. W rzeczywistości Antonio miał 800 ciężkich tarczowników, 360 muszkieterów i ok. 14 tys. lekkiej piechoty. Armia Isabeli i jej portugalskich sojuszników była znacząco mniejsza – jej kilkuset wojowników zostało wspartych przez siły z Angoli, liczące ok. 7 tys. lekkich piechurów oraz 466 muszkieterów i empacaceiros (zawodowych żołnierzy afrykańskich); miała także dwa lekkie działa polowe.
Armia angolsko-portugalska uszykowana była w dwóch rzutach, składających się z lekkiej piechoty wspartej przez łuczników. Między nimi znajdował się zwarty romb portugalskiej piechoty, kompanie muszkieterów i armaty. Uderzyła na nią kongijska straż przednia, w sile ok. 4 tys. wojowników, wspartych połową tarczowników i całością kongijskich muszkieterów. Po zaciętej walce, w której ważną rolę odegrały portugalskie działa, atak ten został odparty. Wówczas król Antonio poprowadził do ataku resztę swych sił, wraz z rezerwą tarczowników. Kongijskie wojska zepchnęły afrykańskie oddziały z Angoli i otoczyły romb portugalskiej piechoty. Kluczowym momentem bitwy stało się dwukrotne trafienie króla kulą muszkietową – zniesiony z pola bitwy, zginął, gdy Portugalczycy dokonali wypadu ze swego czworoboku. Władca Bengo, który dowodził kongijską strażą tylną, zebrał pozostałości kongijskich oddziałów i wycofał je z pola, kosztem utraty taborów.

## Efekty
Bitwa pod Mbwilą była jedną z największych bitew w historii środkowej Afryki. Armia Królestwa Kongo odniosła w niej dotkliwą porażkę. Nie oznaczało to jednak automatycznego przejęcia przez Portugalczyków pogranicznego regionu Dembos, ani samego królestwa. Próba inwazji na Kongo (przy wsparciu jednego z pretendentów do tronu) skończyła się w 1670 dotkliwą porażką pod Kitombą i zahamowaniem portugalskiej ekspansji w Kongo do XIX wieku. Bezpotomna śmierć Antonio I pod Mbwilą zakończyła jednak okres potęgi kongijskiej. O tron walczyli liczni pretendenci, gotowi na ustępstwa, by pozyskać portugalską przychylność .
Portugalczycy uzyskali żądane koncesje górnicze, ale stopniowo coraz więcej uwagi poświęcali swojej południowej kolonii, Angoli, a coraz mniej Kongu.
Bitwa nie spowodowała upadku Królestwa Kongo; przygraniczny teren uznał zwierzchność kolonii angolskiej, ale kopalnie okazały się dostarczać tylko kiepskiej jakości miedź i zostały porzucone aż do XIX wieku. Najważniejszym skutkiem bitwy był upadek linii sukcesji, co spowodowało wojny domowe, ciągnące się przez drugą połowę XVII stulecia. Północne tereny nadmorskie rozwinęły alternatywne drogi handlu, stolica przestała pełnić rolę centrum ekonomicznego, podupadła i została na jakiś czas porzucona.